# 哈洛兹柏格 (肯塔基州)
哈罗兹堡（英語：Harrodsburg），是美国肯塔基州的一座城市。建立于1774年，面积约为17.9平方公里（6.9平方英里）。根据2010年美国人口普查，该市的人口为8,340人。